# Tripitaka koreana
Tripitaka Koreana (kor. 고려 대장경) – zgromadzony w Korei zbiór kanonicznych tekstów buddyjskich w języku chińskim w ponad 6000 części, odbity z ponad 80 000 bloków wyrzeźbionych w drewnie. Matryce te są przechowywane w klasztorze Haein koło Daegu. Tripitaka koreańska uchodzi za najlepszą spośród 20 wersji Tripitaki w Azji Wschodniej.
Nie była to pierwsza wersja Tripitaki w Korei. Król Koryŏ Mokjong (pan. 997–1009), oddany buddysta, po wybudowaniu takich klasztorów jak Chingwan, Sunggyo i Siwang postanowił dać Korei Tripitakę. W 7 roku swojego panowania, czyli w 1004 roku, wysłał poselstwo do Chin Songów z prośbą o przesłanie oficjalnej wersji Tripitaki oraz wersji chińskiej. Po otrzymaniu obu wersji i po porównaniu obu zestawów stworzono pierwszą Triptakę Koreańską. Rozpoczęto ją wycinać w drewnianych blokach w 1011 roku. Była ona przechowywana w klasztorze Pu'in w Daegu. Niestety ta pierwsza wersja została zniszczona podczas najazdu mongolskiego. Ostatnio poszukiwania na wyspie Cusima przeprowadzone przez Uniwersytet Tongguk pozwoliły na odkrycie niezniszczonej części tego pierwszego wydania. Drewniane bloki z wyrytym tekstem można oglądać w seulskim Muzeum Wydawniczym.
W okresie panowania króla Kojonga (pan. 1213-1259) w roku 1251 ukończono prace nad nową wersją Tripitaki. Prace nad nią trwały 16 lat. Została ona wyryta na 81 137 drewnianych blokach i przechowywana jest w klasztorze Haein. Jest uważana za modelowe wydanie dla wszystkich wydań Tripitaki na świecie.